# دير راتسبون

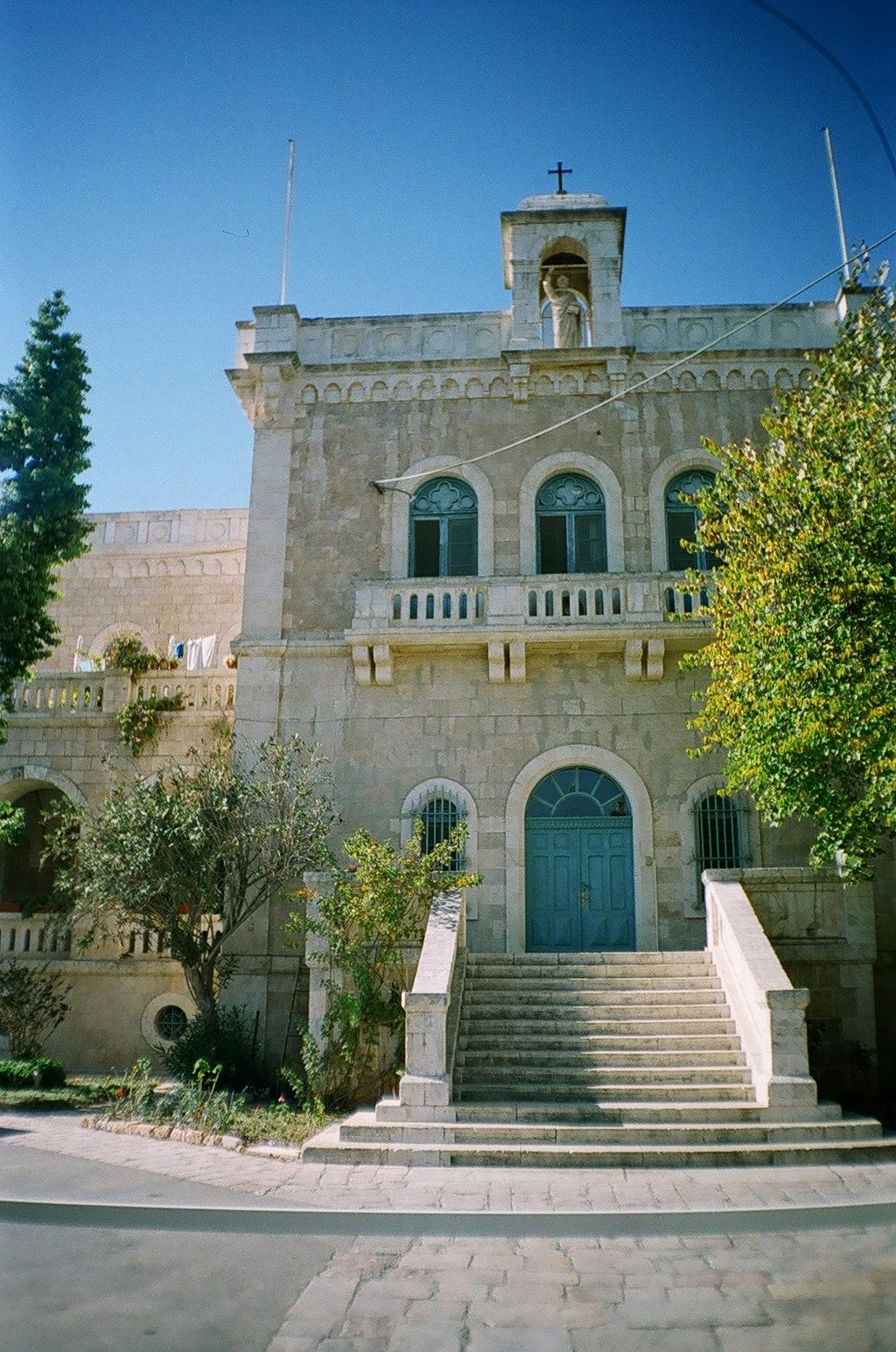
واجهة دير راتسبون

دير راتسبون هو دير مسيحي فرنسي كاثوليكي يقع في حي رحافيا في مدينة القدس بجانب كنيس يسورون. بُني بين الاعوام (1876-1897) وكان بمثابة دير ومعهد مهني ودار أيتام. مؤسس الدير هو مارى ألفونس راتسبون، وهو يهودي فرنسي الجنسية الذي اعتنق الديانة المسيحية فيما بعد. كان الهدف من تأسيس الدير هو الوصول إلى تفاهم بين اليهود والمسيحيين وتشجيع اليهود للإنضمام للديانة المسيحية.

## مبنى الدير
كانت في ساحة المبنى الأمامية، مزرعة حيوانات وارض زراعيّة حوت الفواكه والخضروات على أنواعها. أما في الساحة الشمالية يوجد برج دفاعي الذي أسّس في سنوات الثلاثين من القرن التاسع عشر، في عهد إبراهيم محمد علي باشا. واستخدم هذا البرج كجزء من ابراج المحصن والدفاع والتوجيه للطريق ما بين القدس ويافا.
تمتد جبهة الدير تسعين متر ومصممة بطريقة تمثيلية تميز عناصر العمارة في عصر النهضة وعناصر الباروكية الإيطالية وعناصر العمارة الرومانسكية. مهندس المعمار هو (m. doumet).
يوجد من جهتي جبهة الدير قسمان، أحد جنوبي وآخر شمالي، مبنيان فوق القسم المركزي. وقد بني القسم الشمالي من جبهة الدير عام 1884، أما القسم الجنوبي بني بعد فترة زمني، وتم إنهاء بنائه عام 1891. وفي القسم الجنوبي يوجد مصلّى كنسي والذي بُني عام 1894.
في قبو المبنى توجد قاعات واسعة والتي تتميّز في سماكة جدرانها، وفي الهياكل التسقيفية المعمارية المكورة من الداخل في سقوفها. وتلك القاعات استخدمت في الماضي لصفوف تعليمية، لغرف طعام ومطبخ.

## تاريخ المبنى
تم التدريس في المعهد حتى الحرب العالمية الأولى، وكان اغلب من تلقى تعليمه هم العرب وبعض اليهود.
أخذ الأتراك في فترة الحرب العالمية الأولى، المبنى واستبدلوه بمشفى. لاحقًا أصبح المبنى مقرًّا لجنود سلاح المدفعية من النمسا والذي تم ارسالهم لأراضي فلسطين ليساعدوا الجيش العثماني ضد الإنجليز.
انتقل في فترة النكبة عام 1948 إلى معهد راتسبون نساء وأطفالهن من «كفار عصيون» عندما كان  الوضع هناك خطر بسبب اوضاع الحرب في فترة النكبة الفلسطينية.
وفي الفترة ما بعد النكبة خدم المبنى الجامعة العبرية في القدس، ومع مرور السنين استرجع المبنى للكنيسة المسيحية الكاثوليكية.
ومن سنة 1970 استخدم المبنى لأجل ندوات بموضوع الإلهيات لطلاب يهود بخصوص الديانة  المسيحية.
وقد منح الفاتيكان رعايته في سنة 1998 على الندوات والتي سمّيت هذه الندوات في «المعهد البابويّ راتسبون». كان هدف راتيسبون الأساسي، هو إنشاء مدرسة مهنية لحوالي 200 طالب، لكن لم تكن مساحة المبنى كافية، وسرعان ما قرر نقل المعهد إلى مكان آخر. وفي سنوات ال2000  تُلقى في المبنى محاضرات واجتماعات٬ كما وأنه فندق للأشخاص الذين يبحثون على أهمية معنوية أو روحية. والآن تعود ملكيّة الدّير إلى الفاتيكان.

## عملية القتل في الدير
في 30 مايو عام 1955 انفجرت قنبلة وأصيب اثنان في حالة خطرة واثنان في حالة بسيطة. وصفت وسائل الإعلام الانفجار كحالة غير معروفة. أما الشرطة، فقد شكّت أن هذه العملية كانت خطأ من قبل المصابين اليهود الذين كانت مخططاتهم رمي القنبلة على الكنيسة الكاثوليكية راتسبون. ونتيجة لذلك تم استدراجهم لتحقيق، لكن لم يتضح شيء جديد. وفي التاسع من سبتمبر عام 1956 قتل حارس الدير نتيجة انفجار قنبلة يدوية كانت داخل طرد حلويات.